# Étienne Le Gouz de Saint-Seine
Pour les autres membres de la famille, voir Le Gouz de Saint-Seine.
Bénigne Étienne Joseph Jean Philippe Le Gouz de Saint-Seine, marquis de Saint-Seine, né à Dijon le 4 mars 1805 et mort dans la même ville le 18 mai 1866, était un avocat français et un notable dijonnais.

## Biographie
Étienne Le Gouz de Saint-Seine, né à Dijon le 4 mars 1805, a à peine un an lorsque sa mère, Catherine Claude Esmonin de Dampierre, meurt. Il est le petit-fils de Bénigne Le Gouz et neveu de Charles de Brosses. Il est élevé par son père, Barthélemy Le Gouz de Saint-Seine, ancien conseiller au Parlement de Bourgogne, et par l'abbé Morlot. En 1828, il perd son père et termine ses études. L'année suivante, il est reçu juge auditeur au Tribunal Civil de Dijon puis conseiller auditeur à la Cour royale le dimanche 10 janvier 1830. Il renoue donc avec la tradition familiale en exerçant des fonctions de judicature. « Il y a des hommes qui, après avoir prêté serment à la République une et indivisible, au Directoire de cinq personnes, au Consulat de trois, à l'Empire en un seul, à la Première Restauration, à l'acte additionnel aux Constitutions de l'Empire, ont encore quelque chose à prêter à Louis Philippe : je ne suis pas assez riche… ». Cette boutade de Chateaubriand refusant de prêter serment à Louis Philippe peut être placé dans la bouche d'Étienne ; ainsi l'avènement de Louis Philippe le fait démissionner en août 1830. Le mardi 11 mai 1830, alors âgé de 25 ans, il épouse à Dijon, Marie Anne Angélique Berbis de Rancy âgée de 20 ans. Plus tard, Étienne Le Gouz de Saint-Seine devient membre du Conseil général de la Côte d'Or et du conseil municipal de Dijon.

## Le notable dijonnais
Généreux donateur, il fit beaucoup pour la ville de Dijon. En relation suivie avec l'architecte Léon Lacordaire, il entreprend de créer le nouveau quartier de Dijon destiné à servir de cadre au monument de saint Bernard. Il prend aussi part à la restauration de l'église Notre-Dame et de l'église Saint-Jean. Il fit également de nombreux travaux d'aménagements dans son hôtel particulier (Hôtel de Saint-Seine) au no  29 rue Verrerie.
Il est un membre assidu de la Société d'Étude, association d'étudiants, qui traite de « tout ce qui élève, grandit et fortifie l'homme ».
Étienne Le Gouz de Saint-Seine fait plusieurs années de recherche sur les voies romaines de la Bourgogne. Il est nommé vice-président de la Commission des antiquités du département de la Côte-d'Or pour répondre aux attentes du Ministre de l'instruction publique.
À sa mort « plus de 20 000 personnes suivirent son convoi », celle-ci ébranle la ville de Dijon.

## Armoiries
- De gueules à la croix endentée d'or, cantonnée de quatre fers de lance d'argent  (parfois écartélé : au II et III d'azur, à trois molettes d'éperons d'or)
- couronne de marquis
- manteau de président à mortier.